# Marie-Marie
Marie-Marie est une mini-série française, en 6 épisodes de 52 minutes, réalisée par François Chatel sur un scénario de Catherine Bourdet et une musique de Roman Sienkiewicz, diffusée en 1981 sur Antenne 2.

## Synopsis
Marie Bonaventure, qui vient de perdre son mari peintre, décide de prendre sa vie en main et de renouer avec sa première passion, la sculpture.

## Fiche technique
- Titre : Marie-Marie
- Réalisation : François Chatel
- Scénario : Catherine Bourdet
- Production : Antenne 2
- Musique : Roman Sienkiewicz
- Pays d'origine : France
- 1e date de diffusion : 25 septembre 1981

## Distribution
- Danielle Darrieux : Marie Bonnaventure
- Maurice Biraud : Maxime Terrien
- Gérard Lartigau : Olivier
- Isabelle Spade : Julie
- Bernard Cara : Nicolas Wamberg
- Françoise Viallon : Véronique
- Françoise Christophe : Hélène Terrien
- Alain Feydeau : le Cheik El Ard
- Janine Souchon : Louisette
- Henri Lambert : le Camionneur
- Jean-Pierre Delage : le directeur du "Sésame"
- Bernard Woringer : Chenard
- Patrick Guillemin : Stanislas